# Anadara chemnitzii
Anadara chemnitzii – gatunek morskiego, osiadłego małża z rodziny arkowatych (Arcidae).
Muszla długości 3,8 cm. Odżywia się planktonem.
Występuje od Teksasu w Ameryce Północnej poprzez Indie Zachodnie po Brazylię w Ameryce Południowej.